# Blacus albicoxis
Blacus albicoxis är en stekelart som beskrevs av Van Achterberg 1988. Blacus albicoxis ingår i släktet Blacus och familjen bracksteklar. Inga underarter finns listade.